# قلعه سلطان محمود
بقایای قلعه سلطان محمود مربوط به سده ۷ ه.ق است و در شهرستان تفرش، بخش مرکزی، دهستان رودبار، روستای کهلو سفلی  واقع شده و این اثر در تاریخ ۱۸ اسفند ۱۳۸۷ با شمارهٔ ثبت ۲۵۰۱۰ به‌عنوان یکی از آثار ملی ایران به ثبت رسیده‌است.